# Zora e Vida
Zora e Vida são duas personagens fictícias do livro e do filme Moscou contra 007 (From Russia With Love), segundo da franquia cinematográfica do espião inglês James Bond, criado por Ian Fleming. Duas ciganas que aparecem em cena sempre juntas, foram interpretadas pelas atrizes Martine Beswick e Aliza Gur; Beswick também voltaria a um papel de bond girl dois anos depois,  como Paula Caplan, uma agente do MI-6 aliada de Bond em 007 contra a Chantagem Atômica (1965), quarto filme da franquia.

## Características
Zora e Vida são duas ciganas do acampamento chefiado por Vavra; as duas são apaixonadas pelo mesmo homem, o filho do chefe cigano,  e por isso devem decidir quem será a esposa dele numa luta mortal à moda cigana.

## No filme
Zora e Vida aparecem juntas em todas as cenas que participam. Primeiramente são apresentadas a Bond e seu aliado turco Ali Kerim Bey, que participam da refeição na mesa com os líderes ciganos, durante a festa em homenagem a Bey. Vavra pergunta a elas se não querem decidir a escolhida de outra maneira mas as duas começam a se engalfinhar no chão do acampamento a socos, quedas e pontapés; enquanto lutam, o acampamento é invadido por Krilencu, o assassino da SMERSH e seus homens, que pretendem matar Kerim Bey. Durante a batalha que se segue Bond salva a vida de Vavra e quando ela termina, com a expulsão dos invasores, 007 pede a ele que impeça que a luta entre as duas continue. Como um favor a Bond, Vavra então entrega a decisão a ele e lhe manda as duas para passarem a noite juntas com o espião, que dorme com elas. No dia seguinte, as duas aparecem com Bond cuidando de seus machucados e consertando suas roupas rasgadas na luta. Quando ele se vai, elas se despedem juntas e não se sabe a decisão de Bond.